# Rhinoceros sondaicus

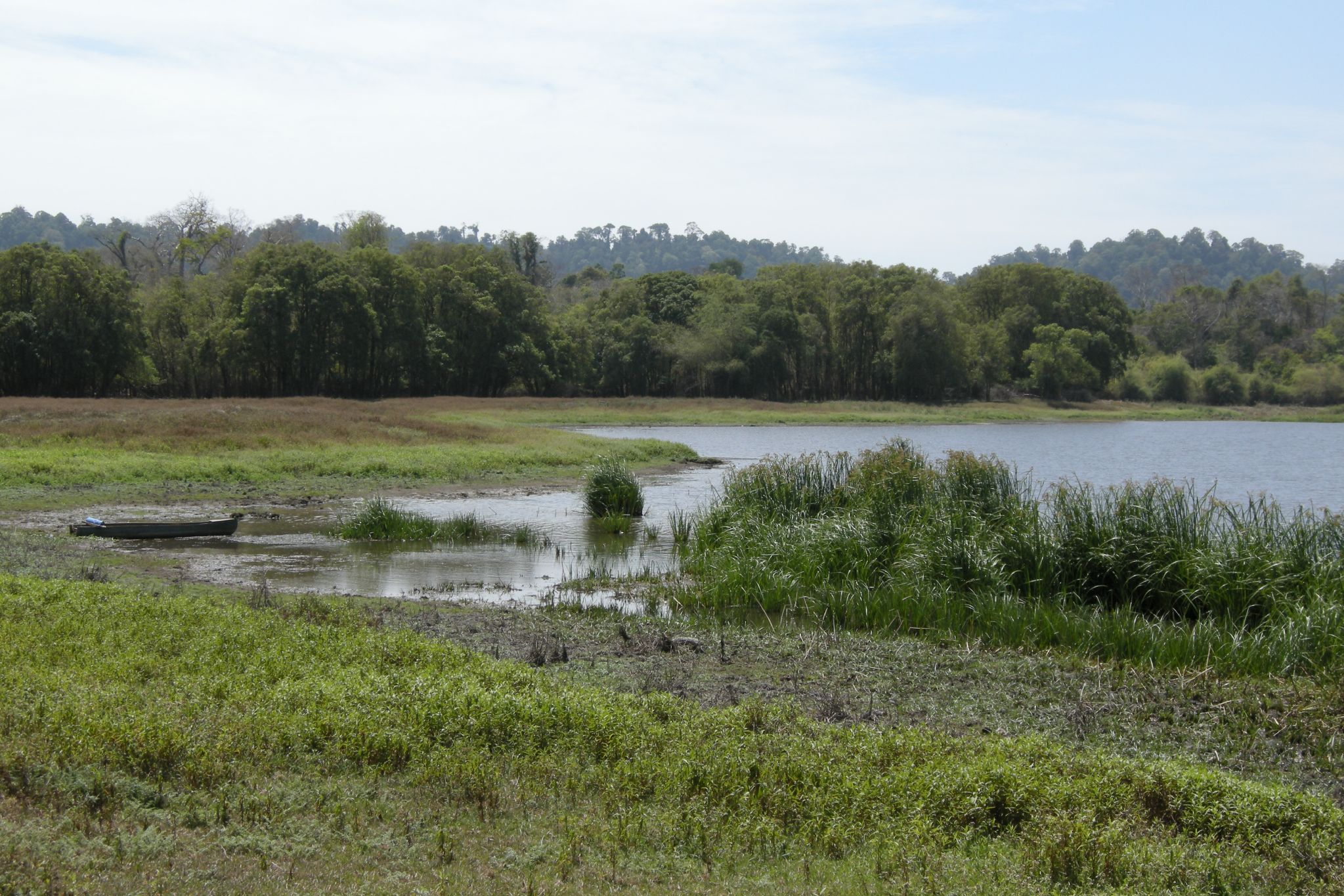
Planicie aluvial en el parque nacional Cat Tien.

El rinoceronte de Java (Rhinoceros sondaicus, del griego rhino ‘nariz’, y ceros ‘cuerno’; y sonda ‘Islas de la Sonda’, e icus ‘relativo a’) es una especie en peligro de extinción perteneciente a la familia de Rhinocerotidae y una de las cinco especies de rinocerontes recientes. Pertenece al mismo género del rinoceronte indio, teniendo muchas características semejantes. Difiere principalmente en el tamaño (siendo menor que su primo indio) por las placas dérmicas menos desarrolladas, y por diferencias craneales y dentarias. Sus cuernos son los menores dentro de todas las especies de rinocerontes y, muchas veces, pueden estar ausentes en las hembras.
Originalmente, estaba distribuido en las islas de Java y Sumatra, y a través del Sudeste Asiático hasta la India, al oeste, y China, al norte. Hasta hace cerca de ciento cincuenta años, su distribución ya estaba reducida a tres poblaciones separadas. Actualmente es encontrado solo en el parque nacional de Ujung Kulon, en la isla de Java, Indonesia. La población del parque nacional Cát Tiên, en Vietnam, fue extinta en 2010.
El rinoceronte de Java es la más rara de las especies de rinocerontes, con una población estimada en menos de cien individuos divididos en las dos áreas de ocurrencia. No hay registro de especímenes en cautiverio en la actualidad, y el último ejemplar en cautiverio murió en 1907 en el zoológico de Adelaida, en Australia. La pérdida del hábitat y caza depredadora, para el uso de su cuerno en la medicina china tradicional, fueron las principales causas de la reducción poblacional de esos animales. Y hoy, incluso protegido en las reservas, todavía corre riesgo debido a la pérdida de la diversidad genética, enfermedades y por la caza ilegal.
Debido a los hábitos solitarios, el hecho de ser raros, y por vivir en un área de inestabilidad política, los científicos y conservacionistas raramente estudian este animal en campo, siendo por lo tanto la especie de rinoceronte menos conocida.

## Distribución geográfica y hábitat
El área de distribución del rinoceronte de Java se ha venido reduciendo estos tres mil años, lo que vuelve incierto el conocimiento de la distribución histórica de ese animal. Hasta mediados del siglo XIX, el rinoceronte de Java estaba distribuido, variando de abundante a escaso, en la región de Sundarbans (Bengala Occidental y Bangladés), y en Birmania, Tailandia, Camboya, Laos, Vietnam, Malasia y en las islas de Sumatra y Java (Indonesia). Los registros en las regiones de Asia y del norte de Bangladés son escasos y confusos, debido a la sobreposición de distribución con el rinoceronte-indio y el rinoceronte de Sumatra. Hay solo un espécimen registrado en Bután. Los exploradores holandeses de los inicio del siglo XIX se encontraron con evidencias de rinocerontes en Borneo, sin embargo, su identificación era incierta, pues el rinoceronte de Sumatra también habitaba la isla. Estudios recientes en la isla de Borneo demostraron que la hipótesis del rinoceronte de Java ha existido en la isla no debe ser descartada. Los registros de China son en su mayoría fósiles (del Pleistoceno) o subfósiles (registros indican que a partir de aproximadamente 1000 a. C., el límite meridional de los rinocerontes que se extendía al sudoeste de China, comenzó a ser reducido para el sur cerca de 0,5 km (kilómetros) por año, debido a la expansión humana y caza predatoria).
A partir del siglo XIX, las poblaciones de rinocerontes estaban aisladas en tres regiones principales: Sundarbans y Birmania adyacente; Indochina; y península malaya, Sumatra y Java. Fueron vistos ejemplares de rinocerontes de Java regularmente en el Sundarbans hasta 1892. El último animal muerto, según registros oficias, fue en 1888, sin embargo, apariciones escasas y no confirmadas ocurren hasta 1908. En Birmania, el último registro ocurrió en 1920, en Malasia en 1932, en Sumatra en 1959, y en el norte de Vietnam en 1964.
Al final de la guerra de Vietnam, se creía que el rinoceronte de Java estaba extinto en el continente, hasta ser rencontrado en 1988-1989 en las proximidades del río Đồng Nai. Hasta 2010, los rinocerontes de Java eran encontrados en solamente dos localidades: el parque nacional de Ujung Kulon, en el extremo oeste de Java, y en el parque nacional Cát Tiên, cerca de 150 km (kilómetros) al norte de Ho Chi Minh, en Vietnam. La población de Vietnam fue extinta en 2010, cuando murió el último ejemplar de la especie. Leñadores y cazadores locales de Camboya dijeron haber visto rinocerontes de Java en los montes Cardamomo, pero las excursiones en el área no encontraron ninguna evidencia de su existencia.
El rinoceronte de Java, primariamente, habita en las planicies aluviales, pluvisilvas densas, juncales y cañaverales que son abundantes próximo a los ríos y áreas pantanosas. A pesar de que históricamente prefieren regiones de bajas altitudes, en Vietnam, fueron empujadas en dirección a regiones más altas (por encima de los 2000 metros), probablemente por causa de la expansión de la población humana.

## Descripción
| Ficha técnica     |                           |
| Altura            | 160-175 cm (centímetros)  |
| Ancho             | 300-320 cm                |
| Cauda             | 70 cm                     |
| Peso              | 1500-2000 kg (kilogramos) |
| Tamaño de nidada  | 1                         |
| Gestación         | 16 meses                  |
| Destete           | 1-2 años                  |
| Maduración sexual | 3-4 años (hembras)        |
| Maduración sexual | 6 años (machos)           |
| Longevidad        | 21 años (en cautiverio)   |

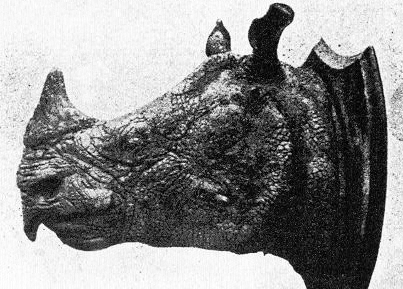
Cabeza de un macho de R. s. annamiticus abatido en Perak, en la península malaya.

El rinoceronte de Java es menor que su primo indio, y semejante en tamaño al rinoceronte negro. El largo del cuerpo del rinoceronte de Java (incluyendo la cabeza) puede ser de hasta 3,2 m (metros), con una altura de 1,4 a 1,7 m. Los informes sobre el peso de los adultos varían entre 900 y 2300 kg (kilogramos), aunque nunca se ha llevado a cabo un estudio para averiguar sus medidas exactas debido a su estado de conservación. No hay diferencias notorias entre los sexos, sin embargo, Groves, a través de análisis de las medidas craneales indicó que las hembras son mayores que los machos. Entre las poblaciones, la subespecie vietnamita parece ser significativamente menor que la de Java, basado en pruebas fotográficas y de medidas de huellas. Al igual que el rinoceronte indio, posee un solo cuerno (las otras especies presentan dos), que es el menor de entre todas las especies de rinocerontes modernos, alcanzando en el máximo 25 centímetros, aunque el más largo registrado tenga 27 cm (centímetros). La hembra, frecuentemente, no posee el cuerno o tiene solo una pequeña protuberancia. El rinoceronte de Java no suele usar su cuerno para la lucha, sino que lo utiliza para remover el barro donde se revuelca, para derribar las plantas que come y para abrir caminos a través de la espesa vegetación.
Muy similar a su primo indio, tiene la misma coloración grisácea, solo que menos intensa, su cabeza es menor, y sus placas dérmicas son menos desarrolladas en la región del cuello. Al igual que en otras especies ramoneadoras de rinocerontes (el negro, el de Sumatra y el indio), el rinoceronte de Java tiene un labio superior largo, prensil y en punta que utiliza para agarrar el alimento. Posee unos incisivos inferiores largos y afilados, que utiliza en el combate. Detrás de éstos, existen dos hileras de molares de corona baja, útiles para masticar plantas duras. Como todos los rinocerontes, tiene un buen olfato y una buena audición, pero su visión es deficiente. Muchas de las informaciones fueron obtenidas a través del estudio de ejemplares de museos, y por análisis fotográficos y de muestras fecales. Raramente se les estudia, observa o mide directamente en su ambiente natural. Se estima que vive entre treinta y cuarenta y cinco años.

## Comportamiento

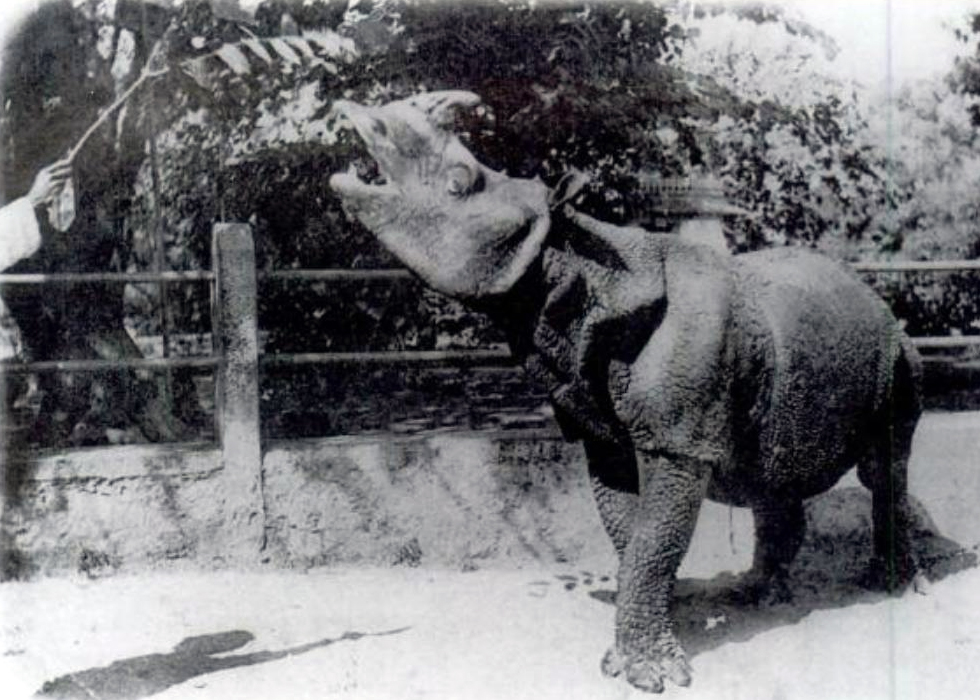
Rinoceronte de Java expuesto probablemente en la India alrededor de 1900.

El rinoceronte de Java es un animal de hábitos solitarios, con excepción de la época reproductiva, cuando se los puede ver en parejas y, posteriormente, a las madres con sus crías. A veces, se reúnen en pequeños grupos para lamer sal y revolcarse en el barro. Esta acción de revolcarse en el barro es un comportamiento típico para todos los rinocerontes; esta actividad les permite mantener la termorregulación de su temperatura corporal fresca y ayuda a prevenir enfermedades e infecciones parasitarias. Los rinocerontes de Java generalmente no cavan su propio revolcadero, prefiriendo usar los realizados por otros animales o pozos naturales, que ellos agrandan utilizando sus cuernos. La operación del lamido de la sal es muy importante también por los nutrientes esenciales que los rinocerontes reciben a partir de la sal.
La extensión del área territorial de los machos es de 12 a 20 km² (kilómetros cuadrados), mientras que la de las hembras es de 3 a 14 km². La sobreposición de territorios entre los machos es menor que la de las hembras. No se sabe si hay luchas territoriales.
Los machos marcan su territorio con montones de excrementos y por la pulverización de orina. El ruido de raspaje producido por las patas en el piso y los brotes retorcidos de plantas también son usados para la comunicación. Los miembros de otras especies de rinoceronte poseen el hábito peculiar de defecar masivas pilas de excremento y después raspar su espalda en ese excremento. Los rinocerontes de Sumatra y los rinocerontes de Java no se dedican a rozar la espalda en las pilas mientras defecan. Se cree que este comportamiento es la adaptación ecológica; en las selvas húmedas de Java y Sumatra, el método puede no ser provechoso para difundir olores.
El rinoceronte de Java es menos sonoro que el de Sumatra; se han registrado pocas vocalizaciones. Los rinocerontes adultos no poseen depredadores naturales, además de los humanos. La especie, particularmente en Vietnam, es arisca y se refugia en la densa espesura cuando detecta la presencia de humanos. Sin embargo, cuando un hombre se acerca demasiado, el rinoceronte de Java se vuelve agresivo y ataca, golpeando con los incisivos de la mandíbula mientras mueve con fuerza la cabeza hacia arriba. Su comportamiento antisocial puede ser una adaptación reciente al estrés poblacional; evidencias históricas sugieren que, al igual que otros rinocerontes, la especie fue en el pasado más gregaria.

### Dieta
El rinoceronte de Java es un animal herbívoro y se alimenta de diversas especies de plantas, especialmente de sus ramas tiernas, brotes, hojas nuevas y frutos caídos. La mayoría de las plantas que componen la dieta de esa especie crecen en áreas soleadas, como los claros de los bosques, arbustos y otros tipos de vegetación sin grandes árboles. El rinoceronte derrumba los árboles nuevos para alcanzar las partes más tiernas y aplanarlas con su labio superior prensil.
En un estudio realizado en 1982, los investigadores identificaron 120 géneros de plantas, pertenecientes a 65 familias, componiendo la dieta del rinoceronte. Dentro de estas, las plantas de los géneros Amomum, Dillenia, Leea, Eugenia y Acronychia están entre las más consumidas.
Es la especie de rinoceronte más adaptable en su alimentación. Actualmente se alimenta exclusivamente de hojas de árboles, pero probablemente ya ha habido tiempo en que alimentaba tanto de hojas como de gramíneas, dentro de su área de distribución histórica. El rinoceronte ingiere, en promedio, 50 kg (kilogramos) de comida diariamente. Como el rinoceronte de Sumatra, el de Java necesita de sal en su dieta. A pesar de ser comunes en se territorio original, no existen reservas de sal en Ujung Kulon; sin embargo, los rinocerontes de esa zona ya fueron observados bebiendo agua de mar, probablemente para suplir la misma necesidad nutricional.

### Reproducción
Como la especie es raramente observada de forma directa y no existen especímenes en zoológicos, los hábitos sexuales de los rinocerontes de Java son difíciles de estudiar. Las hembras alcanzan su madurez sexual entre los tres y cuatro años de edad, mientras que los machos son sexualmente maduros a los seis años. Se estima que la gestación ocurra en un período de entre dieciséis a diecinueve meses. El intervalo entre los nacimientos de esta especie es de cuatro a cinco años, y el cachorro es destetado aproximadamente a los dos años de edad. Al igual que las otras cuatro especies de rinocerontes poseen un comportamiento de apareamiento similar, se presume que los rinocerontes de Java también los sigan.

## Clasificación

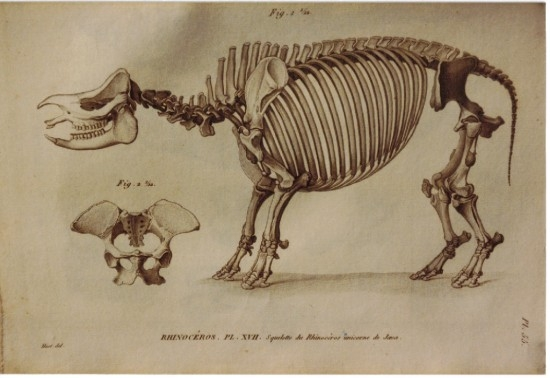
Esqueleto de Rhinoceros sondaicus dibujado por Georges Cuvier en su libro Recherches sur les ossemens fossiles, où l'on rétablit les caractèes de plusieurs animaux dont les révolutions du globe ont détruit les espèces (1822).

### Historia
La primera descripción del rinoceronte de Java fue hecha por Jacobus Bontius (1592-1631), que vivió en Yakarta durante sus cuatro últimos años de vida. Sin embargo, el no proporcionó información que pudiese indicar si se trataba de una especie distinta de rinoceronte indio. En los siglos siguientes, los relatos de rinocerontes de Java fueron frecuentes, pero no sugieren, ni en términos vagos, cualquier diferenciación entre los rinocerontes de India y los de Java.
Los primeros estudios con el rinoceronte fuera de su ambiente natural fueron realizados por Petrus Camper (1722-1789), anatomistas y paleontólogo holandeses, que recibieron de su ex-pupilo, Jacob van der Steege (1746-1811), un esqueleto, cuatro cráneos, una lengua y un pene, de animales muertos en la isla de Java. Sin embargo, Camper murió antes de publicar sus estudios, que mostraban que los rinocerontes en Java diferían de los de la India. Después de su muerte, su hijo Adriaan Gilles Camper donó uno de los cráneos para Georges Cuvier, que escribió: "la cabeza del rinoceronte me parece, a primera vista, de una especie diferente. La observaré con un poco más de cuidado, y le enviaré el resultado final"
En 1812, Cuvier realizó estudios en un espécimen de Rhinoceros unicornis, que murió en Versalles en 1793, y posiblemente usó el cráneo de Camper para realizar comparaciones Él concluyó que existían dos especies de rinocerontes asiáticos, sin embargo, no lo identificó con un nombre binomial. Anselme Gaëtan Desmarest, en 1822, basado en una espécimen enviado al Museo Nacional de Historia Natural de Francia en 1821 por Pierre-Médard Diard y Alfred Duvaucel, identificó la nueva especie de rinoceronte como Rhinoceros sondaicus. La localización del espécimen tipo fue posteriormente alterada, por Desmarest, de Sumatra para Java, por haber dudas en lo referente a la procedencia del animal

### Subespecies
Groves y Guérin reconocen tres subespecies (1980) y por Grubb (2005):

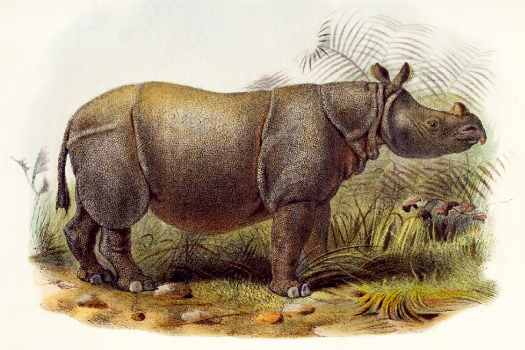
Grabado de una hembra de Rhinoceros sondaicus inermis proveniente de Sundarbans en la India, que fue llevada para Londres en 1877, sobreviviendo por menos de seis meses.

- Rhinoceros sondaicus sondaicus Desmarest, 1822. Conocido como rinoceronte de Java indonesio, se encontraba en las islas de Sumatra y Java y en la península malaya hasta el istmo de Kra. Actualmente la población se limita a unos 40-50 individuos, en el parque nacional de Ujung Kulon, en la extremidad oeste de la isla de Java.
- Rhinoceros sondaicus annamiticus Heude, 1892. Conocido como rinoceronte de Java vietnamita, se encontraba en Vietnam, Camboya, Laos y Tailandia. Sobrevivió una única población remanente, en el parque nacional Cát Tiên, en Vietnam hasta 2010.
- Rhinoceros sondaicus inermis Lesson, 1838. Conocido como rinoceronte de Java indio, se encontraba en el este de la India, en las regiones de Bengala Occidental y Assam, Bután, Bangladés y Birmania, pero fue extinto en las primeras décadas del siglo XX. Algunos investigadores todavía creen que esta subespecie puede ser encontrada en regiones remotas de Birmania. Sin embargo, debido a la inestabilidad y política en la región, no se promovió ninguna búsqueda.

Colin Groves, en un artículo de 1967, reconoció la población de Sumatra como una subespecie distinta, Rhinoceros sondaicus floweri Gray, 1867, sin embargo, estudios posteriores mostraron que ni la población de Sumatra ni la de Malasia representaban subespecies distintas.
Hay dos subespecies del Pleistoceno descritas basadas en las diferencias odontológicas (principalmente de los molares) y esqueléticas (tamaño del fémur, tibia, radio y húmero):
- Rhinoceros sondaicus guthi Beden & Guérin, 1973. Los restos fósiles que datan del Pleistoceno Superior fueron encontrados en la caverna kárstica de Phnom Loang, provincia de Kompot, Camboya.[25]
- Rhinoceros sondaicus sivasondaicus Dubois, 1908. Los restos fósiles que datan del Pleistoceno Medio fueron encontrados en Kendeng, Java, e inicialmente fue descripto como una especie distinta.[26] Hooijer, en 1946, revisó el espécimen tipo de Dubois y lo consideró sinónimo del R. sondaicus, por ser idénticos.[27] Guérin, revisó el material en 1980, y confirmó al sivasondaicus como una subespecie de rinoceronte de Java.[23]

### Evolución
Los rinocerontes ancestrales divergieron del resto de perisodáctilos en el Eoceno inferior. Comparaciones del ADN mitocondrial muestran que los antepasados de los rinocerontes modernos se separaron de los antepasados de los équidos hace unos cincuenta millones de años. La familia viviente, los rinocerontes, aparecieron por primera vez en el Eoceno superior en Eurasia, y los antepasados de las especies vivientes de rinoceronte se dispersaron desde Asia a partir del Mioceno.
Los rinocerontes de India y de Java, los únicos miembros del género Rhinoceros, aparecieron por primera vez en el registro fósil en Asia hace aproximadamente 3.3-1.6 millones de años. Sin embargo, las estimaciones moleculares sugieren que las especies podrían haber divergido mucho antes, hace unos 11.7 millones de años. Aunque pertenecen al mismo género tipo, no se considera que los rinocerontes de la India y de Java estén estrechamente relacionados con el resto de especies de rinoceronte. Diferentes estudios han teorizado que pueden estar estrechamente relacionados con los ya extintos gaindeteri y punjabiteri. Un análisis cladístico detallado de los rinocerontes situó a los Rhinoceros y al extinguido punjabiteri en un clado con Dicerorhinus, el rinoceronte de Sumatra. Otros estudios han sugerido que el rinoceronte de Sumatra es más cercano a las dos especies africanas. El rinoceronte de Sumatra podría haber divergido de los otros rinocerontes asiáticos tan atrás como hace quince millones de años.

## Conservación

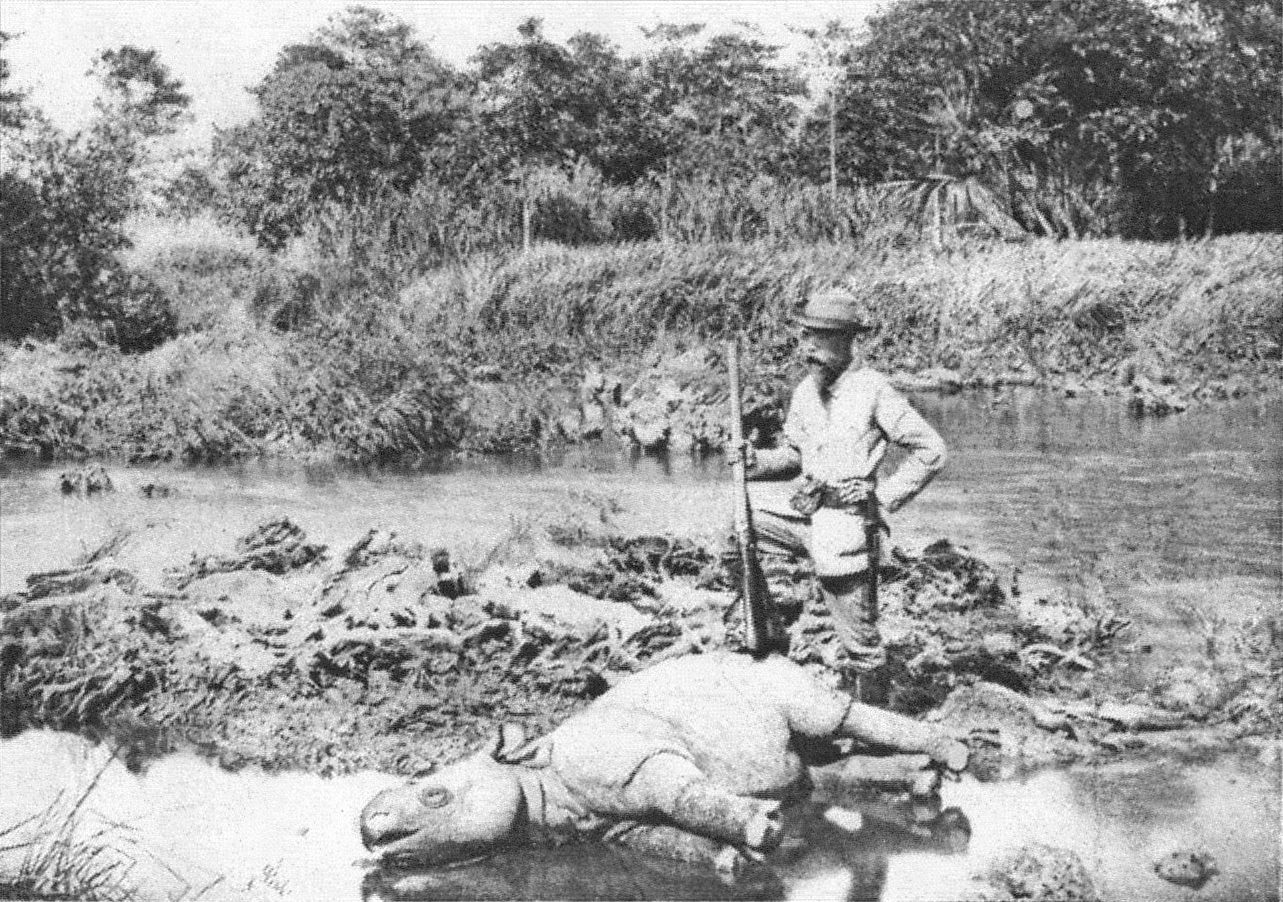
Cazador europeo presentando a un rinoceronte abatido en Ujung Kulon, 1895.

El rinoceronte de Java, probablemente el mamífero de gran porte más raro de la Tierra, está catalogado como «en peligro crítico», y ha estado en el «Apéndice I» de la CITES desde 1975. La población total de rinocerontes no pasará de 50 individuos, confinados en una sola área protegida en Java (Ujung Kulon), existiendo hasta 2011 otra en Vietnam (Cat Tien). En 2011 la WWF confirmó la extinción de la subespecie de Vietnam, existiendo solamente 50 individuos en Java.
El principal factor en el declive de la población fue la caza predatoria por el cuerno, un problema que afecta a todas las especies de rinocerontes. Los cuernos han sido una mercancía en el comercio de China en los últimos dos mil años, pues creen erróneamente que posee propiedades terapéuticas, y por lo tanto es utilizado en la medicina china tradicional. Otro factor importante es la pérdida del hábitat por la gran expansión humana. Muchas áreas de planicies fueron devastadas para el cultivo del arroz en casi todos los países del Sudeste Asiático, y en Java, que es hoy la isla más densamente poblada con casi 130 millones de habitantes, el rinoceronte fue confinado a la península de Ujung Kulon por la expansión de la población.

### Ujung Kulon
El parque nacional de Ujung Kulon, en Java, alberga la última población de Rhinoceros sondaicus sondaicus estimada en 40 individuos por la WWF o de 50-60 animales por la International Rhino Foundation. El parque fue creado en 1980, comprendiendo la península de Ujung Kulon y varias islas adyacentes, y en 1991 fue declarado por la Unesco como Patrimonio Mundial.

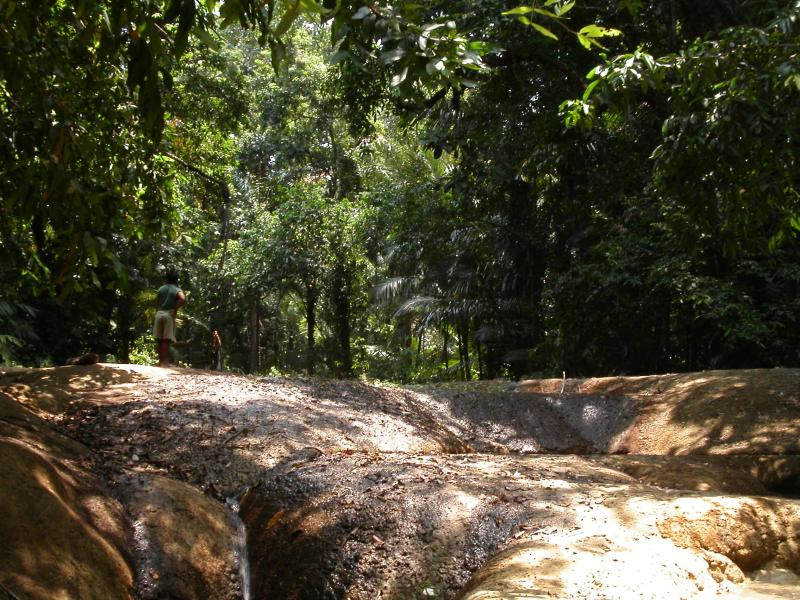
El parque nacional de Ujung Kulon concentra la mayor de la población de rinocerontes de Java.

La caza del rinoceronte de Java fue prohibida totalmente el 23 de octubre de 1909. Pero en la década de 1930, especialmente después de 1935, el rinoceronte de Java estaba confinado a la península de Ujung Kulon y a una pequeña área adyacente en el Monte Hondjè El último registro confirmado, fuera de esa área, fue de un animal muerto en 1934 en Karangnunggal, en Java Occidental. La península de Ujung Kulon sufrió los efectos de la erupción del Krakatoa en 1883, sin embargo, la población de rinocerontes no fue gravemente afectada, al contrario de lo que otros autores sugirieron.
Ujung Kulon fue declarada como una reserva natural el 16 de noviembre de 1921 por un decreto gubernamental. Sin embargo, siguieron siendo relatados registros de animales muertos. El 24 de junio de 1937, la reserva fue designada como santuario de la vida salvaje, cubriendo un área de 28.600 hectáreas. Y el 2 de junio de 1938 fue cerrada a la visita al público. La caza ilegal todavía ocurrió hasta la década de 1960. Solamente en las décadas de 1970 y de 1980, las autoridades realizaron con más rigor los esfuerzos en el combate a la caza predatoria, haciendo que el número de rinocerontes se duplicase.
El único predador natural, el tigre de Java fue extinto en la década de 1950, pero así mismo el número de rinocerontes se ha mantenido constante. La restricción del hábitat y la competición por alimento con otras especies puede haber factores limitantes para el crecimiento da población. En 2006, los científicos del grupo de conservación de la WWF descubrieron evidencias de cuatro cachorros lo que puede significar un aumento poblacional en el área y la eficiencia de los programas de asistencia y protección empleados. En noviembre y diciembre de 2010, cámaras trampa grabaron adultos y juveniles en el denso bosque de Ujung Kulon, lo que indica que la especie se está reproduciendo.
| Año    | 1953  | 1959  | 1964  | 1968  | 1972  | 1977  | 1982  | 1990 | 1993 | 1999 | 2002  | 2005  | 2011 |
| Número | 30-50 | 30-40 | 25-50 | 20-29 | 40-48 | 45-54 | 40-60 | < 50 | 50   | 50   | 50-60 | 50-60 | ~50  |

### Cat Tien

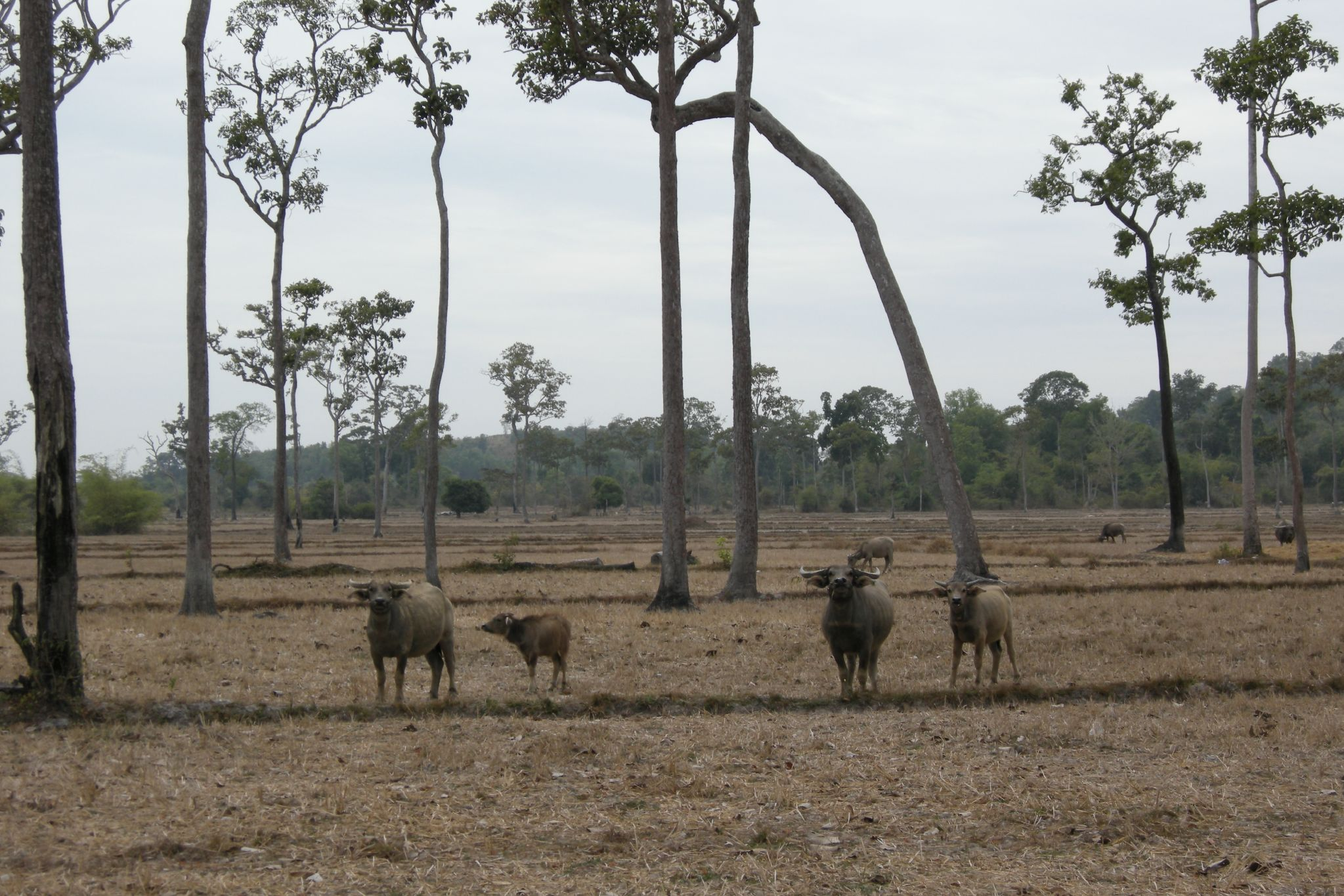
Debido a los efectos del agente naranja y napalm, muchas áreas del parque nacional Cat Tien fueron gravemente dañadas, y hoy están cubiertas por bambos y pastizales con raros árboles.

El parque nacional Cát Tiên, en Vietnam, alberga la última población de Rhinoceros sondaicus annamiticus, exterminada en el resto de Indochina. Tras la guerra de Vietnam, fue declarado presumiblemente extinto, como resultado de los daños al ecosistema causados por los intensos bombardeos, presencia de minas terrestres y por la utilización del agente naranja y del napalm. En 1978, dos regiones, Nam Cat Tien y Tay Cat Tien, fuenos protegidas en la región del río Đồng Nai. En 1988, un cazador de la tribu Stieng, mató a una hembra adulta junto al río Dong Nai en el distrito de Bảo Lộc, oeste de la provincia de Lâm Đồng, probando que la especie había sobrevivido a la guerra.
Se conocen otros dos registros anteriores a 1988, el primero de un animal muerto en 1986 o 1987 en la cabecera del río Mada, y el segundo en la provincia de Lâm Đồng alrededor de 1980, un poco al norte de la reserva, no muy distante del lugar donde la hembra fue muerta en 1988.
Una expedición organizada en 1989 para buscar evidencias de la especie, descubrió rastros de un grupo de más o menos diez a quince animales en las proximidades del río Dong Nai, sin embargo, en un área no protegida. En 1992, esa área, Cat Loc, fue clasificada como reserva para rinocerontes, Cat Loc Rhinoceros Reserve. Otra expedición, en 1993 en el área de Cat Loc, indicó la presencia de siete a nueve rinocerontes en una pequeña área de bosques mistos de bambúes en las cabeceras de los ríos Thoi y Da Dim Bo. En 1998, las áreas de Cat Tien y Cat Loc fuenon legalmente unidas para formar el parque nacional Cat Tien, sin embargo, físicamente las áreas están separadas por un corredor de tierras de cultivo. Otra expedición en 1998 concluyó que solo permanecían de cinco a siete animales.
Debido al aumento de la presión humana, el hábitat del rinoceronte disminuyó en aproximadamente 15 %, del área total asignada en 1990, y el número estimado de animales cayó hasta cinco a siete en 1999. Actualmente, cerca de 6000 (seis mil) personas viven dentro de los límites del parque, y varias hectáreas de planicies aluviales, el hábitat preferido del rinoceronte, están siendo transformadas en arrozales, juntamente con la poca protección (unos 20 guardas forestales) la población puede ser extinta en tres a cinco años.
Las expediciones recientes han sugerido que la población de Cát Tiên está muy cerca de la extinción, tal vez contando con menos de cinco individuos Los habitantes locales encontraron los restos del animal al final de abril de 2010 durante la colecta de castañas en el interior del parque, las autoridades fueron avisadas y posteriormente los restos que fueron recogidos para el análisis revelaron una bala en la pata izquierda y señales que el cuerno había sido cortado. En octubre de 2011, la WWF divulgó un análisis de materia fecal, recolectada en una expedición entre 2009-2010, que indicaba la presencia de un único ejemplar en el parque, animal este que fue muerto en 2010, haciendo que subespecie fuese oficialmente declarada extinta.

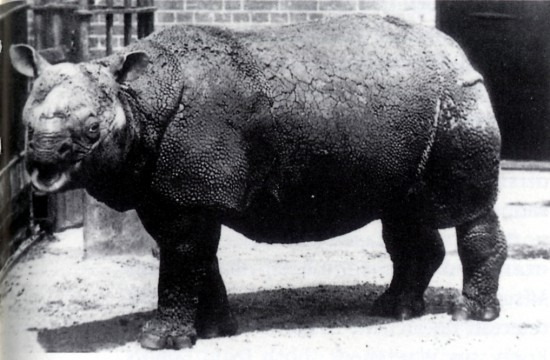
Rinoceronte de Java en el Zoológico de Londres, expuesto de marzo de 1874 hasta enero de 1885.

| Año    | 1989  | 1991 | 1993 | 1998 | 1999 | 2001 | 2005 | 2011 |
| Número | 10-15 | 8-12 | 7-9  | 5-7  | 7-8  | 5-8  | 2-7  | 0    |

### Cautiverio
El rinoceronte de Java ya no es exhibido en zoológicos desde hace un siglo. El último ejemplar en cautiverio, un macho con veinte años, murió el 4 de febrero de 1907 en el zoológico de Adelaida. Están documentados cerca de veintidós especímenes como habiendo estado en cautiverio hasta esa fecha; de estos, nueve fueron mantenidos en Java, desde el siglo XVIII hasta principios de siglo XX, uno en Adelaida, otro en Londres, dos en Calcuta, y el restante en colecciones privadas o en la pose de comerciantes, con la posibilidad de que ese número sea diferente, pues algunos animales identificados como rinocerontes indio sean en realidad rinocerontes de Java, o viceversa. Un nuevo registro para el Zoológico de Calcuta fue reconocido en 2011, se trata de un animal joven que murió con dos años de edad en torno a la década de 1880. Esta especie nunca se dio bien en zoológicos: el más viejo murió con veinte años, cerca de la mitad de la edad que alcanzan en su medio natural.